# Rocquigny (Aisne)
 Rocquigny  es una población y comuna francesa, en la región de Picardía, departamento de Aisne, en el distrito de Vervins y cantón de Capelle.
Está integrada en la Communauté de communes de la Thiérache du Centre.

## Demografía
| 500 | 529 | 519 | 608 | 674 | 656 | 638 | 626 | 627 | 683 | 680 | 659 | 690 | 659 | 696 | 699 | 669 | 629 | 526 | 566 | 507 | 556 | 507 | 472 | 435 | 440 | 431 | 438 | 426 | 407 | 424 | 392 |
| Para los censos de 1962 a 1999 la población legal corresponde a la población sin duplicidades (Fuente: INSEE [Consultar]) |     |     |     |     |     |     |     |     |     |     |     |     |     |     |     |     |     |     |     |     |     |     |     |     |     |     |     |     |     |     |     |